# Xã đặc quyền Hastings, Michigan
Xã Hastings (tiếng Anh: Hastings Township) là một xã thuộc quận Barry, tiểu bang Michigan, Hoa Kỳ. Năm 2010, dân số của xã này là 2.948 người.